# Giorgia Boni
Giorgia Boni (Turín, 26 de noviembre de 1999) es una actriz, cantante y modelo italiana.

## Biografía
Giorgia Boni nació el 26 de noviembre de 1999 en Turín (Italia), de madre Stefania Boni y de padre Lorenzo Boni, y tiene una hermana llamada Chiara.

## Carrera
Giorgia Boni se graduó de la escuela secundaria lingüística Vittoria en Turín. En 2013 asistió a la escuela de canto, interpretación, danza y música de la Gypsy Musical Academy de Turín, siguió a los profesores de actuación y dicción de Alessandro Marrapodi, Margherita Fumero, Eugenio Gradabosco, y al mismo tiempo asistió a cursos de canto impartidos de Umberto Noto y Giovanni María Lori. En 2014 obtuvo el máster en excelencia musical (MME), organizado por el maestro Giovanni Maria Lori y promovido por la Academia Musical Gitana de Turín con los profesores Luca Pitteri, Rossana Casale, Christian Ginepro, Dora Romano y Manuel Frattini.
En 2013 protagonizó la segunda temporada de la serie Fuoriclasse. Al año siguiente, en 2014, ganó el premio de la crítica Rossana Casale en la categoría de canto.
En 2016 interpretó el papel de Girl en la serie Non uccidere. En el mismo año interpretó el papel de Gea Gargiulo en el episodio Il mio vicino del piano di sopra de la serie de televisión Purché finisca bene. También en 2016 lanzó el álbum Come le star della serie Maggie & Bianca Fashion Friends. Al año siguiente, 2017 lanzó el álbum Hands Up de la serie Maggie & Bianca Fashion Friends.
En 2016 y 2017 interpretó el papel de Bianca Lussi en la serie Maggie & Bianca Fashion Friends. En 2017 interpretó el papel de María en la película Quando sarò bambino dirigida por Edoardo Palma. Al año siguiente, en 2018, ganó el Premio Mujer Trabajadora. En el mismo año lanzó su primer sencillo I'm Yours. En 2020 lanzó sus sencillos Faded, Stolen Dance y Vieni qui, dai.
En 2020 y 2021 interpretó el papel de Bárbara Caputo en la miniserie Fratelli Caputo. En 2021 interpretó el papel de Chiara en la serie Rai Gulp Radio Teen. En el mismo año fue una de las comentaristas del Festival de la Canción de Eurovisión Junior, junto a Mario Acampa y Marta Viola. En 2022 ocupó el papel del aprendiz en la serie Il Complemago.

## Filmografía

### Cine
| Año  | Título              | Personaje | Director      |
| ---- | ------------------- | --------- | ------------- |
| 2017 | Quando sarò bambino | María     | Edoardo Palma |

### Televisión
| Año       | Título                          | Personaje      | Notas                                                                                         |
| --------- | ------------------------------- | -------------- | --------------------------------------------------------------------------------------------- |
| 2013      | Fuoriclasse 2                   |                |                                                                                               |
| 2016      | Non uccidere                    | Girl           | 1 episodio                                                                                    |
| 2016      | Purché finisca bene             | Gea Gargiulo   | Película de televisión dirigida por Fabrizio Costa, episodio Il mio vicino del piano di sopra |
| 2016-2017 | Maggie & Bianca Fashion Friends | Bianca Lussi   | 78 episodios                                                                                  |
| 2020-2021 | Fratelli Caputo                 | Bárbara Caputo | 4 episodios                                                                                   |
| 2021      | Radio Teen                      | Chiara         | 26 episodios                                                                                  |
| 2022      | Il Complemago                   | Apprendista    |                                                                                               |

## Teatro
| Año       | Título                            |
| --------- | --------------------------------- |
| 2017-2018 | Maggie & Bianca Live Tour         |
| 2018-2019 | Maggie & Bianca Insieme Live Tour |

## Programas de televisión
| Año  | Título                         | Role         |
| ---- | ------------------------------ | ------------ |
| 2021 | Junior Eurovision Song Contest | Comentarista |

## Discografía

### Individual
| Año  | Título         | Artista      |
| ---- | -------------- | ------------ |
| 2018 | I'm Yours      | Giorgia Boni |
| 2020 | Faded          | Giorgia Boni |
| 2020 | Stolen Dance   | Giorgia Boni |
| 2020 | Vieni qui, dai | Giorgia Boni |

### Álbum
| Año  | Título       | Artista      |
| ---- | ------------ | ------------ |
| 2016 | Come le star | Giorgia Boni |
| 2017 | Hands Up     | Giorgia Boni |

## Premios y reconocimientos
| Año  | Categoría                  | Trabajo                             | Resultado |
| ---- | -------------------------- | ----------------------------------- | --------- |
| 2014 | Canto                      | Premio de la Crítica Rossana Casale | Ganadora  |
| 2018 | Premio Working Woman Award | Premio Working Woman Award          | Ganadora  |